# Blackden Hall
Blackden Hall es una casa de campo ubicada al noreste del pueblo de Goostrey, en Cheshire, Inglaterra, Reino Unido. Data de la última parte del siglo XVI y ha sufrido modificaciones posteriores. Está construida con un armazón de madera y ladrillo, con paneles enlucidos. La casa tiene dos plantas y un ático, y cuenta con un diseño en forma de «L». Su fachada principal tiene tres tramos y está rematada con frontones. El tramo central del primer piso está volado. El armazón de madera está densamente estructurado y decorado con medallones y chevrones. La mayoría de las ventanas son en parteluces y tienen tres vanos.
Los autores de la serie Buildings of England la describen como una «encantadora casa con armazón de madera del siglo XVII». La casa está registrada en la National Heritage List for England como un edificio catalogado de Grado II*.